# 多度津藩
多度津藩（日语：／ Tadotsu-han */?）是日本讚岐國多度郡多度津（現香川縣仲多度郡多度津町大通和家中）的藩，元祿7年6月18日（1694年8月8日）創藩，明治4年2月7日（1871年3月27日）廢藩，原本是丸龜藩的一部分，表高是10,000石，實高最初是約14,671石，寶永8年（1711年）時是約15,009石，寶曆11年（1761年）時是約14,005石，《天保鄉帳》和《舊高舊領取調帳》分別記載為約14,891石和約13,931石，《藩史大事典》則稱是17,280石，藩廳是多度津陣屋，藩校是創建於文政10年（1827年）的自明館，在明治4年正月改稱文武館，人口是4,912戶21,687人。

## 歷史
元祿7年6月18日（1694年8月8日），年僅3歲的京極高或繼任為丸龜藩的藩主，其父京極高豐由於怕其早夭，因此留下遺言以高或的庶兄京極高通為後見人，並且進行分知，由高通領有多度郡15村約7,130石以及三野郡5村約2,869石，以表高10,000石創藩。盡管如此，高通就任為藩主時也不過是4歲，因此在最初沒有興建陣屋，而是定居於丸龜城。正德元年（1711年），高通入主多度津，翌年4月19日（1712年5月24日）獲江戶幕府將軍德川家宣賜予領知朱印狀。不過，直至京極高文為止均是定居於丸龜城內，僅派重臣到多度津村進行管治。
寬延3年正月15日（1750年2月21日），藩領多度郡14村爆發一揆，要求罷免大庄屋和庄屋，三野郡2村則提出按年來繳納未進年貢以及借夫食等訴求，最終引發波及丸龜藩的西讚百姓一揆。文政10年3月20日（1827年4月15日），京極高賢向江戶幕府提出興建陣屋獲准，並且在同年落成，高賢也在文政12年6月20日（1829年7月20日）轉移至此。天保5年（1834年），京極高琢下令讓家老川口久右衛門擴建多度津湛甫，最終於天保9年（1838年）完工，花費達6,200兩左右。安政6年3月11日（1859年4月13日），高琢致仕，由其侄子作為養子繼位，即京極高典。
在幕末時期，多度津藩開始改革軍事，在文久2年正月25日（1862年2月23日）開始鑄造大砲，元治元年（1864年）又募兵組成兩組總共66人的足輕隊，及至慶應2年（1866年）又購入60把步槍作為新成立的農兵赤報隊的裝備。同年正月3日（2月17日），順動丸停泊於多度津湛甫。戊辰戰爭爆發後，多度津藩作為官軍參戰，負責保護四條隆謌，鳥羽伏見之戰期間曾經在伏見站與會津藩和桑名藩交戰。慶應4年正月19日（1868年2月12日），多度津藩又與土佐藩、丸龜藩一同攻擊朝敵高松藩。明治4年（1871年）正月，多度津藩以物價高漲為由提出廢藩，同年2月4日（3月27日）獲准，劃入倉敷縣管轄。同年4月，劃入丸龜縣，丸龜縣在同年11月廢除後劃入香川縣。

## 歷任藩主
| 家名   | 家格      | 名稱     | 石高     | 藩領                 |
| ------ | --------- | -------- | -------- | -------------------- |
| 京極家 | 外樣 陣屋 | 京極高通 | 10,000石 | 讚岐國多度郡、三野郡 |
| 京極家 | 外樣 陣屋 | 京極高慶 | 10,000石 | 讚岐國多度郡、三野郡 |
| 京極家 | 外樣 陣屋 | 京極高文 | 10,000石 | 讚岐國多度郡、三野郡 |
| 京極家 | 外樣 陣屋 | 京極高賢 | 10,000石 | 讚岐國多度郡、三野郡 |
| 京極家 | 外樣 陣屋 | 京極高琢 | 10,000石 | 讚岐國多度郡、三野郡 |
| 京極家 | 外樣 陣屋 | 京極高典 | 10,000石 | 讚岐國多度郡、三野郡 |

## 江戶藩邸
多度津藩的江戶藩邸分為上屋敷、下屋敷和抱屋敷。上屋敷始於元祿9年8月22日（1696年9月18日），位於本所三目，元祿12年11月27日（1700年1月16日）轉移至白金新堀端，寶曆5年閏正月18日（1755年2月11日）改為下屋敷，寶永5年閏正月18日（1708年3月10日）拜領麻布六本木上屋敷，享保8年3月21日（1723年4月25日）一部分被收回，在安永5年7月16日（1776年8月29日）、文政3年（1820年）、天保3年（1832年）3月和天保9年7月13日（1838年9月1日）則有增加。相對地，白金新堀端的下屋敷各一部分在安永5年7月16日和天保9年7月13日通過相對替轉移至上屋敷，天保3年5月又有一部分轉移至麻布永坂的下屋敷，天保10年12月28日（1840年2月1日）則有增加。相對地，麻布永坂的下屋敷在天保10年12月28日通過相對替轉移至白金新堀端的下屋敷。抱屋敷始於元祿10年（1697年），位於麻布六本木，寶永5年閏正月18日改為上屋敷，另一抱屋敷位於深川大島村，始於寶曆6年11月26日（1756年12月17日）。

## 領地
| 令制國 | 郡     | 領地 |
| ------ | ------ | --- |
| 讚岐國 | 三野郡 | 神田村、財田上、羽方村、松崎村、大見村                                                                                       |
| 讚岐國 | 多度郡 | 碑殿村、奧白方村、西白方村、東白方村、多度津村、新町村、堀江村、北鴨村、南鴨村、葛原村、道福寺村、三井村、山階村、青木村、村 |

## 註解
1. 1 2 3 4 5  現行對應地名如下[5]：
  - 本所三目現為東京都墨田區綠四丁目內。
  - 白金新堀端現為東京都港區南麻布二至三丁目的古川沿岸。
  - 麻布六本木現為港區六本木三丁目、五丁目至七丁目的各一部分。
  - 麻布永坂現為港區麻布永坂町以及麻布十番一丁目、東麻布三丁目和六本木五丁目的各一部分。
  - 深川大島村現為東京都江東區永代二丁目和牡丹的各一部分。

## 外部連結
- . kotobank （日语）.